# 性転換
性転換（せいてんかん、英語: Sex reversal もしくは Sex change）とは、ある生物個体の性別が生涯のうちに変化することをいう。

## 生物学における性転換
生物学において性転換とは、ある個体の性別が雄から雌、またはその逆に変化することをいう。雌雄同体の様式のひとつであり、同時的雌雄同体に対して隣接的雌雄同体ということもある。雄から雌に性転換することを雄性先熟、その逆を雌性先熟という。また両方向に性を変えることが可能な生物もいる。

### 性転換の進化
性転換の究極要因を説明する理論として、体長有利性説と呼ばれるものがある。このモデルによれば、体サイズまたは年齢と繁殖成功との関係のしかたが雌雄で異なるとき、性転換が進化的に有利になるとされる。たとえば、体サイズに関係なくランダムに配偶する生物や一夫一妻の生物を考えると、雄は小さくても多数の精子を生産してそれなりの繁殖成功を得られるのに対し、雌の繁殖成功は産卵数によって決まるので
サイズに強く依存する。その結果、小さいうちは雄として、成長して多くの卵を
生産できるようになってから雌として繁殖する、すなわち雄性先熟が有利になるだろう。逆に大きな雄が多数の雌を独占するような配偶システムを持つ生物では、小さな雄はほとんど繁殖することができず、大きな雄は非常に高い繁殖成功を得られる。この場合、小さいうちは雌として繁殖し、雌を独占できるサイズまで大きくなってから雄になる、つまり雌性先熟が有利になると考えられる。
これに対して、雌雄ともに自分と近いサイズの異性と配偶する傾向にある場合、つまりサイズ調和配偶の場合などには、繁殖成功とサイズの関係は雌雄で等しくなるので、性転換は有利にならない。性を変えることにはなんらかのコストが必要だと考えられるので、むしろ不利になるだろう。
以上の説明のように、このモデルからは、性転換をするかしないか、またする場合にはどちらの方向に性を変えるかは、その生物の配偶システムによって決まることが予測される。この予測は、とくに魚類の研究から強く支持されている。

#### 性転換の社会的調節
サイズと繁殖成功の関係は絶対的に決まるとは限らない。たとえばホンソメワケベラのようにハレム型の一夫多妻で、グループ内で最も優位な雄が雌を独占できる場合には、雄としての繁殖成功は同じ配偶グループの他の個体より大きいか小さいかという相対的なサイズによって決まる。そのため、雄がいなくなったときに、残った雌のなかで最も大きく優位な個体が雄に性転換する。このように、個体のおかれた社会条件により性転換が誘発されたり抑制されたりすることを、性転換の社会的調節という。

#### モデルの改良
体長有利性説ははじめマイケル・ゲスリン（ギゼリンとも）によって提唱され、その後ロバート・ウォーナー、エリック・チャーノフらによってより厳密なかたちに発展した。またのちには、巖佐庸により成長速度や死亡率に性差がある場合のモデルもつくられた。ロルダン・ムニョスはウォーナーとともに、雌の産卵数が体サイズに応じて非常に急激に増加したり、雄の繁殖成功が精子競争によって低下させられたりする場合には、一夫多妻でも最大個体が雄になるとは限らないと主張し、これを新体長有利性説と名付けた。

### 性転換が見られる生物
性転換は動植物ともにさまざまな分類群で見られる。以下、代表的なものを列挙する。

#### 脊椎動物
魚類ではサンゴ礁にすむものを中心に多くの種で性転換が知られているが、軟骨魚類からはまったく報告されておらず、性転換が知られているのはすべて硬骨魚類である。このことは、軟骨魚類はすべて体内受精であり雌雄の生殖器の構造が大きく違うため、性転換のコストが高いためではないかと考えられている。
雌性先熟の種には、前述したホンソメワケベラのほかキンチャクダイ科のアカハラヤッコ、トラギス科のコウライトラギスのようなハレムをつくるものがいる。他に、厳密な一夫多妻でなく乱婚的であっても、優位雄による雌の独占がある程度起こるベラやブダイの仲間などではやはり雌性先熟の性転換が知られている。このような場合には、一部の個体が小さいうちから雄（一次雄）として、スニーキングやストリーキングなどによって繁殖する場合もある。そのほかスズメダイ科のミスジリュウキュウスズメダイ、ハタ科のキンギョハナダイなども雌性先熟の性転換を行う。
雄性先熟の性転換を行う種は魚類には比較的少ないが、よく研究されているものにスズメダイ科のクマノミ類がある。クマノミ類はイソギンチャクに共生し、ひとつのイソギンチャク内で最大の個体が雌、2位の個体が雄、3位以下は未成熟となる。雌がいなくなると、2位だった個体が雌に性転換し、3位だった個体が雄として成熟する。他にタイ科のクロダイなどが雄性先熟であるが、詳細な生態学的研究は進んでいない。
ハゼ科のダルマハゼ、オキナワベニハゼなど一部の魚類では、両方向に性を変えることができるものが知られている。またホンソメワケベラのようにかつては雌性先熟の性転換しか行わないとされてきたが、実は逆方向の性転換も可能であることが近年になって判明した種もある。これらの種では、一度優位になり雄に性転換した個体が、何らかの要因により再び劣位になった場合に、雌への性転換が起こると考えられている。

#### 節足動物
節足動物の1グループである甲殻類では、とくにエビ類に性転換を行うものが多い。代表的なものとしては、アマエビとして食されるホッコクアカエビを含むタラバエビ科タラバエビ属で雄性先熟の性転換が知られている。ただしタラバエビ属では一部の個体が生涯を雌として過ごす。雄性先熟は他に、テッポウエビ科のムラサキヤドリエビなどでも知られている。
甲殻類では魚類とは逆に、雌性先熟種は比較的少ない。等脚目のウミナナフシ科、タナイス目などで雌性先熟が知られている。

#### その他の無脊椎動物
軟体動物では、巻貝の一種エゾフネガイ（学名 Crepidula grandis Middendorff）などで雌性先熟の性転換が知られている。この種は多数の個体が積み重なった状態で生息し、下部の大型個体が雌、上部の小型個体が雄として繁殖する。二枚貝のイガイ（Mytilus coruscus）は、雄性先熟の性転換を起こすと考えられており、大型の個体は雌が多い。
環形動物のノリコイソメ科に属するゴカイの一種Ophryotrocha puerilisは一夫一妻であり、クマノミのようにペアのうち大きな個体が雌になり、小さな個体が雄になる。しかし雌として繁殖を続けると体重が減少するために、やがてサイズの逆転が起こり、雌だった個体が雄に、雄だった個体が雌に性転換する。
これ以外にも性転換が知られている分類群はいくつも存在するが、詳しく研究されているものは少ない。

#### 植物
植物のうち、性転換を行うことで有名なのはサトイモ科のテンナンショウである。テンナンショウでは、球茎が小さい、すなわち蓄えられた栄養が少ないうちは雄花を咲かせる。球茎が大きくなり、種子・果実をつくるための栄養が充分に蓄えられると性転換して雌花を咲かせる。そして、雌としての繁殖に栄養を消費して球茎が小さくなると、再び雄花を咲かせる。つまり、両方向の性転換を行うのである。
ほかに、カエデ科のウリハダカエデでは雄性先熟の性転換が見られる。

## 人間について
人間が性器などの性的特徴を手術により人工的形成処置を施して性同一性の性に近づけたり、性ホルモンを使って体型を変えることがある。これらの医学的な手術は、以前は「性転換手術（sex change operation, change-of-sex surgery）」と呼ばれていたが、今日では正式には「性別適合手術（gender-affirming surgery）」と呼ばれている。この場合においては「性転換」という表現は不適切とされている。性別適合手術を希望する人の多くはトランスジェンダーであり、中には性別不合（以前は性同一性障害という名称だった）と診断される者もいる。